# 班達縣 (阿根廷)

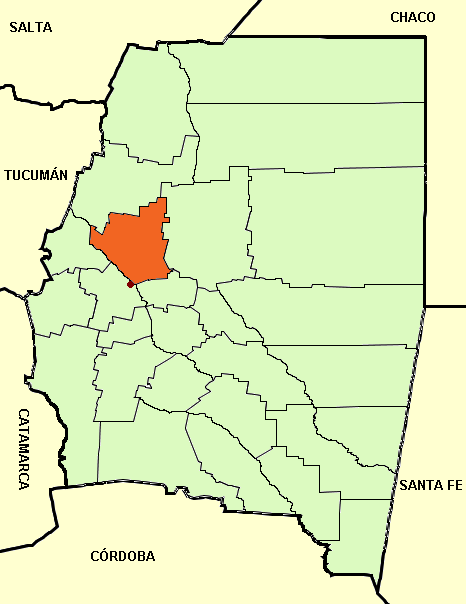

班達縣（西班牙語：Departamento Banda），是阿根廷的縣份，位於該國北部聖地亞哥-德爾埃斯特羅省，首府設於拉班達，距離聖地亞哥-德爾埃斯特羅8公里，面積3,597平方公里，2010年人口142,279，人口密度每平方公里40人。
27°44′7″S 64°14′36″W / 27.73528°S 64.24333°W